# Eleições municipais em Campo Grande em 1985
As eleições municipais em Campo Grande em 1985 ocorreram em 15 de novembro, como parte das eleições em 201 municípios situados nos 23 estados brasileiros e nos territórios federais do Amapá e Roraima. Foi a primeira eleição da Nova República e a primeira onde os campo-grandenses escolheram seu alcaide pelo voto direto desde Marcelo Miranda em 1976. No presente caso, foram eleitos o prefeito Juvêncio da Fonseca e o vice-prefeito Francisco Maia.
Fundada em 21 de junho de 1872 por José Antônio Pereira, Campo Grande pertencia à parte meridional de Mato Grosso e foi a capital de Maracaju durante a Revolução Constitucionalista de 1932. No período situado entre a fundação da cidade e o fim do Estado Novo, quase todos os prefeitos que administraram a mesma ascenderam ao cargo por nomeação, prática corrigida após a Constituição de 1946. Destes, Marcelo Miranda foi o último prefeito de Campo Grande eleito diretamente antes que o Governo Ernesto Geisel criasse o Mato Grosso do Sul em 1977. Elevada a capital de estado, a cidade foi entregue a prefeitos biônicos conforme o Ato Institucional Número Três.
Nascido em Campo Grande, o advogado Juvêncio da Fonseca formou-se na Universidade Cândido Mendes. Durante a primeira passagem de Marcelo Miranda como governador de Mato Grosso do Sul, foi assessor especial do mesmo e depois secretário de Educação. Estreou na vida política ao seguir Marcelo Miranda rumo ao PMDB em aliança com Wilson Martins, sendo eleito vereador em Campo Grande em 1982 e prefeito da respectiva cidade em 1985.

## Resultado da eleição para prefeito
Foram apurados 119.127 votos nominais (95,46%), 1.802 votos em branco (1,45%) e 3.860 votos nulos (3,09%), resultando no comparecimento de 124.789 eleitores.
| Candidatos a prefeito de Campo Grande | Candidatos a vice-prefeito     | Número | Coligação            | Votação | Percentual |
| ------------------------------------- | ------------------------------ | ------ | -------------------- | ------- | ---------- |
| Juvêncio da Fonseca PMDB              | Francisco Maia PMDB            | 15     | PMDB (sem coligação) | 63.565  | 53,36%     |
| Levy Dias PFL                         | Carlos Corrêa da Costa PFL     | 25     | PFL (sem coligação)  | 38.136  | 32,01%     |
| Sérgio Cruz PDT                       | Antônio Carlos de Oliveira PDT | 12     | PDT (sem coligação)  | 12.474  | 10,47%     |
| Euclides de Oliveira PCB              | Fausto Mato Grosso PCB         | 23     | PCB (sem coligação)  | 3.248   | 2,73%      |
| Jandir de Oliveira Campos PT          | Ezequiel Ferreira Lima PT      | 13     | PT (sem coligação)   | 1.067   | 0,90%      |
| Wilson Hokama PTB                     | Sílvio Carvalho PTB            | 14     | PTB (sem coligação)  | 637     | 0,53%      |
| Fontes:                               |                                |        |                      |         |            |